# Sindaci di Tito
Questo è un elenco di tutti i sindaci, podestà e commissari prefettizi che si sono succeduti dal 1800 ai giorni nostri come riportato ed esposto all'interno degli uffici comunali.

## Regno di Napoli (periodo napoleonico 1806-1815)
| Periodo | Periodo | Primo cittadino  | Partito | Carica  | Note |
| ------- | ------- | ---------------- | ------- | ------- | ---- |
| 1800    | 1807    | Luigi Lancieri   | -       | Sindaco |      |
| 1808    | 1813    | Cesare Cladani   | -       | Sindaco |      |
| 1814    | 1818    | Vincenzo Potenza | -       | Sindaco |      |

## Regno delle Due Sicilie (1816-1861)
| Periodo | Periodo | Primo cittadino          | Partito | Carica  | Note |
| ------- | ------- | ------------------------ | ------- | ------- | ---- |
| 1819    | 1821    | Faustino Lancieri        | -       | Sindaco |      |
| 1822    | 1827    | Giuseppe Domenico Cupolo | -       | Sindaco |      |
| 1828    | 1830    | Angeloantonio Lancieri   | -       | Sindaco |      |
| 1831    | 1833    | Giuseppe Domenico Cupolo | -       | Sindaco |      |
| 1834    | 1836    | Giuseppe Caldani         | -       | Sindaco |      |
| 1837    | 1839    | Michele Spera            | -       | Sindaco |      |
| 1840    | 1842    | Giuseppe Domenico Cupolo | -       | Sindaco |      |
| 1843    | 1845    | Francesco Laurini        | -       | Sindaco |      |
| 1846    | 1850    | Gaetano del Pomo         | -       | Sindaco |      |
| 1851    | 1859    | Ulisse Caldani           | -       | Sindaco |      |
| 1859    | 1860    | Domenico Potenza         | -       | Sindaco |      |
| 1860    | 1861    | Michele Spera            | -       | Sindaco |      |

## Regno d'Italia (1861-1946)–
| Periodo | Periodo | Primo cittadino                  | Partito | Carica                            | Note |
| ------- | ------- | -------------------------------- | ------- | --------------------------------- | ---- |
| 1861    | 1863    | Giuseppe Romeo                   | -       | Sindaco                           |      |
| 1864    | 1866    | Antonio Lancieri                 | -       | Sindaco                           |      |
| 1867    | 1870    | Luciano Laurino                  | -       | Sindaco                           |      |
| 1871    | 1872    | Gennaro Laurini                  | -       | Sindaco                           |      |
| 1873    | 1882    | Francesco Sabini                 | -       | Sindaco                           |      |
| 1883    | 1884    | Michele Passalacqua              | -       | Sindaco                           |      |
| 1884    | 1886    | Angelo Laurenzana                | -       | Sindaco                           |      |
| 1886    | 1889    | Luigi Spera                      | -       | Sindaco                           |      |
| 1890    | 1896    | Angelo Lancieri                  | -       | Sindaco                           |      |
| 1897    | 1902    | Angelo Laurini                   | -       | Sindaco                           |      |
| 1903    | 1906    | Giuseppe Spera                   | -       | Sindaco                           |      |
| 1903    | 1906    | Giuseppe Spera                   | -       | Sindaco                           |      |
| 1907    | 1909    | Pasquale Laurino                 | -       | Sindaco                           |      |
| 1910    | 1911    | Filippo Cupolo                   | -       | Sindaco                           |      |
| 1911    | 1912    | Filippo Lancieri                 | -       | Sindaco                           |      |
| 1913    | 1928    | Edoardo Laurini                  | -       | Sindaco e Podestà                 |      |
| 1928    | 1934    | Oreste Lo Pomo                   | -       | Commissario Prefettizio e Podestà |      |
| 1934    | 1938    | Giuseppe Cavallo                 | -       | Podestà                           |      |
| 1938    | 1943    | Francesco Scavone                | -       | Commissario Prefettizio e Podestà |      |
| 1943    | 1944    | Amedeo Vaccaro e Michele Pergola | -       | Commissione Prefettizia           |      |
| 1944    | 1945    | Giovanni Sorrentino              | -       | Sindaco di nomina prefettizia     |      |
| 1945    | 1946    | Giuseppe Sorrentino              | -       | Sindaco di nomina prefettizia     |      |

## Repubblica Italiana (1946-oggi)
| Periodo | Periodo   | Primo cittadino          | Partito                         | Carica  | Note |
| ------- | --------- | ------------------------ | ------------------------------- | ------- | ---- |
| 1951    | 1952      | Gerardo Scavone          | -                               | Sindaco |      |
| 1951    | 1952      | Gaetano Laurenzana       | -                               | Sindaco |      |
| 1952    | 1956      | Alfredo Laurenzana       | -                               | Sindaco |      |
| 1956    | 1970      | Giovanni Sorrentino      | -                               | Sindaco |      |
| 1970    | 1975      | Gerardo Scavone          | -                               | Sindaco |      |
| 1975    | 1980      | Gerardo Scavone          | -                               | Sindaco |      |
| 1980    | 1985      | Michele Laurino          | -                               | Sindaco |      |
| 1985    | 1990      | Antonio Salvatore        | -                               | Sindaco |      |
| 1990    | 1995      | Sabatino Lucente         | -                               | Sindaco |      |
| 1995    | 1999      | Nicola Fermo             | Lista Civica Cristiano Popolari | Sindaco |      |
| 1999    | 2004      | Nicola Fermo             | Lista Civica Cristiano Popolari | Sindaco |      |
| 2004    | 2009      | Pasquale Edoardo Scavone | Lista Civica Cristiano Popolari | Sindaco |      |
| 2009    | 2014      | Pasquale Edoardo Scavone | Lista Civica Cristiano Popolari | Sindaco |      |
| 2014    | 2019      | Graziano Scavone         | Lista Civica Cambia Tito        | Sindaco |      |
| 2019    | 2024      | Graziano Scavone         | Lista Civica Cambia Tito        | Sindaco |      |
| 2024    | in carica | Fabio Laurino            | Lista Civica Tito+Avanti        | Sindaco |      |